# Publikation
Als Publikation (von lateinisch publicatio) bezeichnet man sowohl die Veröffentlichung eines Werkes (auch: Publizierung) als auch das veröffentlichte Werk selbst.

## Zum Begriff
- Laut Duden[2] ist Publikation mit publiziertes Werk und publizieren gleichzusetzen. Somit meint Publikation den Inhalt eines Mediums oder/und das konkrete Medium samt Inhalt sowie den Vorgang der öffentlichen Verfügbarmachung eines Mediums. Synonym mit Publikation ist laut Duden auch die Publizierung im Sinne einer Veröffentlichung eines literarischen oder wissenschaftlichen Werkes[3] oder das, der oder die Release (englisch release, ‚Veröffentlichung‘ – insbesondere einer neuen oder überarbeiteten Software).[4]

- Weitere im Duden aufgeführte Synonyme sind:[2]
  - Abhandlung, Artikel, Aufsatz, Ausführung, Bearbeitung, Beitrag, Buch, Schrift, Text, Titel, Werk; (gehoben) Elaborat
  - Abdruck, Ausgabe, Druck, Herausgabe, Publizierung, Veröffentlichung; (Buchwesen) Auflegung, Edition
- Laut Urheberrechtsgesetz (Deutschland) werden die „Veröffentlichung“ und das „Erscheinen“ (z. B. eines Druckwerks) auch als sogenannte bestimmte Rechtsbegriffe gebraucht, die vor allem im Urheberrecht von Belang sind (und hier insbesondere im deutschen Urheberrecht, das die Begriffe „Publikation/Publizieren/Release“ nicht kennt).[5]

## Allgemeines
Alles, was im weitesten Sinne unter anderem als Nachricht oder Kulturgut für eine Öffentlichkeit gedacht ist, ist eine Publikation. Publikationen können sich dadurch auszeichnen, dass sie für eine breite Öffentlichkeit oder auch nur für eine begrenzte Zielgruppe gedacht sind; sie können auf verschiedenen Trägermedien festgehalten werden oder auch nur einmalig mündlich „verlautbart“ werden.
Früheste Formen einer Publikation waren mit der mündlichen Überlieferung die erzählende Weitergabe von geschichtlichen, gesellschaftlichen und religiösen Informationen. Der oralen Informationsweitergabe an die Öffentlichkeit dienten zudem Verlautbarungen kommunaler oder auch höchster Instanzen, die u. a. ihre Bulletins, Dekrete und Gerichtsurteile durch Ausrufer nicht zuletzt einem noch nicht alphabetisierten Publikum mitteilen ließen. Einer ersten Form oral vorgetragener Werbung bedienten sich z. B. die Marktschreier.
Beispiele für mittelbar über Medien verbreitete Publikationen sind Druckerzeugnisse (u. a. Bücher, Zeitschriften, Zeitungen), Ton- oder/und Filmaufnahmen und Webseiten. Ersteller von Publikationen können Einzelpersonen sein (z. B. Selbstpublikationen, ggf. in Form eines Selbstverlags) oder Unternehmen wie u. a. Filmproduktionsgesellschaften, Tonträgerunternehmen (umgangssprachlich Plattenfirmen) oder Verlage sowie die Werbebranche oder auch Behörden im Sinne einer staatlichen Öffentlichkeitsarbeit (Amtliche Bekanntmachungen etc.). Angaben zum Urheberrecht z. B. der Autoren und Ersteller einer Publikation sind u. a. in Lektüren dem Impressum, bei Tonträgern beigefügten Booklets und in Filmen dem Abspann zu entnehmen. Die Sammlung und Erschließung von Publikationen wird von Archiven, Bibliotheken und auch privaten Sammlern wahrgenommen.

### Erscheinungsdatum
Das Erscheinungsdatum bzw. -jahr ist maßgeblich für die Berechnung der Fristen für den urheberrechtlichen Schutz. Wird ein Werk anonym oder unter einem Pseudonym veröffentlicht, erlischt das Urheberrecht in Deutschland in der Regel 70 Jahre nach Veröffentlichung (§ 66 UrhG).

## Publikationsformen
Die Anzahl der verschiedenen Publikationsformen ist seit Anfang des 20. Jahrhunderts sprunghaft angestiegen. Publikationsformen sind dabei anstelle einer mündlichen Überlieferung mittelbar durch Massenmedien verbreitete Veröffentlichungen. Die Medien lassen sich nach verschiedenen Kriterien unterteilen.

### Inhaltliche Formen
Siehe dazu u. a.: Genres in den unterschiedlichen Kunstformen, Journalistische Darstellungsform, Öffentlichkeitsarbeit, Werbung, Wissenschaftliche Publikation

### Trägermaterialien
Zur Verbreitung einer Publikation muss sich diese auf einem Informationsträger befinden oder über einen Übertragungskanal (Medium) verbreitet werden.
Als Träger von Information eignet sich prinzipiell jedes transportable Material, unter anderem Tontafeln, Papyrus, Pergament und Papier für Handschriften und Printmedien und verschiedene Datenträger für digitale Informationen. Eine übliche Form von Handschriften waren Papyrus-Schriftrollen im Altertum und Pergament-Kodizes in der Spätantike und im Mittelalter. Im Spätmittelalter trat das billigere Papier seinen Siegeszug an; in der Mitte des 15. Jahrhunderts wurde die aufwändige handschriftliche Einzelproduktion mit der Erfindung des Buchdrucks abgelöst.
Zur nicht-physischen Übertragung von Signalen (Rundfunk) werden in der Regel elektromagnetische Wellen eingesetzt, z. B. auch über das Internet (Pay-TV, digitale Videorecorder, Internet-Radio/TV, Digitales Fernsehen) – eine einfachere, aber auch begrenztere Möglichkeit stellen akustische (Sprache) und optische Signale (beispielsweise Rauchsignale) dar.
Die Archivierung und Vermittlung von publizierten Informationen übernehmen seit der Antike Bibliotheken.

#### Printmedien
Printmedien sind papiergebundene Druckerzeugnisse (im Unterschied zu Handschriften).
Beispiele für Printmedien:
- Buch, Zeitung, Zeitschrift
- Karte (Kartographie) (Landkarten, Stadtpläne, Messtischblätter)
- Flugblatt, Plakat (nicht immer als Publikation)

Eine besondere Form von Printmedien sind Blindendrucke (Publikationen in Blindenschrift).
Nonprint-Medien: Publikationen auf anderen Trägermedien als Papier, beispielsweise elektronischen Datenträgern, bei denen die Informationen auf unterschiedlichste Art und Weise (mechanisch, elektromagnetisch, photochemisch) auf einem Trägermedium festgehalten werden, werden als Nonprint-Medien davon abgegrenzt.

#### Audiovisuelle Medien
Unter Audiovisuelle Medien fasst man Bild- und Tonmedien auf digitalen und früher analogen Speichermedien zusammen.

##### Tonträger
- Musiktonträger (Vinyl-Schallplatte, Musikkassette, Compact Disc, Compact Cassette, MiniDisc)
- Hörbücher, Hörspiele
- Digitale Audiobänder (DAT und DCC) konnten sich nicht durchsetzen und fanden fast nur im professionellen Bereich Verwendung.

##### Filmmedien
- Kinofilm
- 16-Millimeter-Film (in Medienzentren/Bildstellen, zu Lehrzwecken)
- VHS, DVD
- CD-i
- Blu-ray Disc
- HD DVD
- VMD

Andere Formen (S-VHS, Laserdisc, VCD, SVCD) spielen als Medium für den kommerziellen Vertrieb von Filmen praktisch nur in Asien eine Rolle und werden nach und nach von der DVD verdrängt.

###### Mikroformen
Mikroform ist der Oberbegriff für auf Filmmaterial verkleinerte analoge Abbildungen von gedruckten Vorlagen. Die wichtigsten Mikroformen sind Mikrofiche (Mikroplanfilm) und Mikrofilm (Mikrorollfilm). Am verbreitetsten sind DIN-A6-Mikrofiche und 35-Millimeter-Mikrofilme. Mikroformen werden vor allem zur Archivierung benutzt.

#### Elektronische Publikationen
Elektronische Publikationen zeichnen sich dadurch aus, dass sie in digitaler Form vorliegen und zu ihrer Benutzung ein Computer benötigt wird. Man unterscheidet
- Offline-Publikationen auf unterschiedlichen Speichermedien (Diskette, CD-ROM, DVD),
- Online-Publikationen, die über das Internet oder über ein Intranet verbreitet werden (beispielsweise Webseiten).

Elektronische Publikationen sind vor allem für Nachschlagewerke, Lernprogramme, elektronische Zeitschriften sowie Computerspiele und Software geeignet. Die von einigen prophezeite Ablösung der Printmedien durch E-Books ist bislang nicht eingetreten.
Elektronische Publikationen unterscheiden sich von anderen Publikationsformen unter anderem durch eine sowohl funktional (Interaktivität) als auch temporal (Aktualisierungen) höhere Dynamik aus, was ihre Archivierung schwierig macht.

### Medienkombinationen
Mögliche Kombinationen sind u. a.: Buch/CD-ROM, Buch/Audiokassette, Audio-CD/Booklet …

## Weitere Formen
- Cross Media Publishing – medienübergreifende Veröffentlichung
- Corporate Publishing – unternehmenseigene Publikationen wie Kundenzeitschrift, Mitarbeiterzeitschrift, Mitgliederzeitschrift oder Business TV

## Abgrenzungen
Das Wesentliche einer Publikation ist in der Regel ihr zeitgleich mehrfach veröffentlichter Inhalt über ein oder mehrere Medien.
- Gespräche oder/und Mitteilungen über die häufigsten Kommunikationsmittel wie beispielsweise das Telefon oder Chat werden nicht als Publikation bezeichnet, da sie meist nur zur direkten Kommunikation eingesetzt, demzufolge nicht öffentlich zugänglich sind und (meist) nicht abgespeichert werden.
- Kunstwerke als Unikate der Bildenden Kunst oder wie z. B. Grafiken in geringer Auflage werden im üblichen Sprachgebrauch nicht als Publikation bezeichnet, wiewohl sie einer Öffentlichkeit zugänglich gemacht werden.